# Alice Isaaz
Alice Isaaz (Bordeaux, 26 luglio 1991) è un'attrice francese.

## Filmografia

### Cinema
- La cage dorée, regia di Ruben Alves (2013)
- Fiston, regia di Pascal Bourdiaux (2014)
- La Crème de la crème, regia di Kim Chapiron (2014)
- Les yeux jaunes des crocodiles, regia di Cécile Telerman (2014)
- Un momento di follia (Un moment d'égarement), regia di Jean-François Richet (2015)
- Accada quel che accada (En mai, fais ce qu'il te plaît), regia di Christian Carion (2015)
- Rosalie Blum, regia di Julien Rappeneau (2015)
- Elle, regia di Paul Verhoeven (2016)
- La surface de réparation, regia di Christophe Régin (2017)
- Vulnerabili (Espèces menacées), regia di Gilles Bourdos (2017)
- Lady J (Mademoiselle de Joncquières), regia di Emmanuel Mouret (2018)
- Il mistero Henri Pick (Le Mystère Henri Pick), regia di Rémi Bezançon (2019)
- Play, regia di Anthony Marciano (2019)
- L'état sauvage, regia di David Perrault (2019)
- Messe basse, regia di Baptiste Drapeau (2020)
- A spasso con Madeleine (Une belle course), regia di Christian Carion (2022)
- Le prix du passage, regia di Thierry Binisti (2022)
- Couleurs de l'incendie, regia di Clovis Cornillac (2022)
- Apaches, regia di Romain Quirot (2023)
- Vivants, regia di Alix Delaporte (2023)

### Cortomeraggi
- Königsberg, regia di  Philipp Mayrhofer (2012)
- Clean, regia di Benjamin Bouhana (2013)
- Après les cours, regia di Guillaume Renusson (2014)
- Qui de nous deux, regia di Benjamin Bouhana (2015)
- Son visage, regia di Caroline du Potet ed Éric du Potet (2021)

### Televisione
- Joséphine, ange gardien – serie TV, episodio 12x13 (2011)
- Victoire Bonnot – serie TV, 3 episodi (2011-2012)
- Little Murders by Agatha Christie (Les Petits Meurtres d'Agatha Christie) – serie TV, episodio 1x11 (2012)
- La Guerre du Royal Palace, regia di Claude-Michel Rome – film TV (2012)
- L'héritière, regia di Alain Tasma – film TV (2014)
- Collection rue des ravissantes: Boris Vian fait son cinéma – miniserie TV (2014)
- Calls – serie TV, episodio 2x05 (2019)
- Notre-Dame, la part du feu, regia di Hervé Hadmar – miniserie TV (2022)
- 66-5 - Roxane Bauer avvocata penalista (66-5) – serie TV (2023)

## Doppiatrici italiane
- Gaia Bolognesi ne Un momento di follia
- Valentina Favazza in Elle
- Veronica Benassi in Lady J
- Jessica Bologna ne Il mistero di Henri Pick